# زبان‌های تبتی-برمه‌ای
زبان‌های تبتی-برمه‌ای نام یکی از زیرشاخه‌های خانواده زبان‌های چینی-تبتی است که شامل زبان‌های غیر چینی این خانواده می‌شود. بیش از ۴۰۰ زبان از این خانواده در جنوب شرق آسیا و بخش‌هایی از شرق و جنوب آسیا گویش می‌شوند.
حدود۶۰ میلیون نفر به یکی از زبان‌های تبتی-برمه‌ای سخن می‌گویند که نیمی از آن‌ها به برمه‌ای و ۱۳٪ از آن‌ها به تبتی سخن می‌گویند. نام خانواده از دو زبان گسترده آن یعنی برمه‌ای (بیش از ۳۵ میلیون سخنگو) و تبتی (بیش از ۸ میلیون) آمده‌است. این زبان‌ها همچنین دارای سنت‌های ادبی گسترده‌ای هستند که قدمت آن‌ها به ترتیب به قرون ۱۲ و ۷ می‌رسد.